# Pol Marck
Pol Marck (ur. 6 grudnia 1930 w Péronnes-lez-Binche, zm. 21 listopada 2017 w Rijmenam) – belgijski i flamandzki polityk, prawnik oraz działacz organizacji rolniczych, poseł do Parlamentu Europejskiego I, II i III kadencji.

## Życiorys
Absolwent prawa, nauk społecznych i ekonomii. W połowie lat 50. krótko praktykował jako prawnik. Później zajął się działalnością rolniczą. Był długoletnim zastępcą sekretarza generalnego w związku rolników Boerenbond (1957–1981). Pełnił też kierownicze funkcje w innych rolniczych organizacjach branżowych. Od 1964 pracował także jako wykładowca na Katholieke Universiteit Leuven
Działał w Chrześcijańskiej Partii Ludowej, był członkiem władz wykonawczych tego ugrupowania i radnym miejscowości Herent. W 1981 objął mandat eurodeputowanego, który wykonywał także w dwóch kolejnych kadencjach do 1994. Był m.in. członkiem grupy chadeckiej oraz wiceprzewodniczącym Podkomisji ds. Rybołówstwa.